# Igreja de São Cláudio

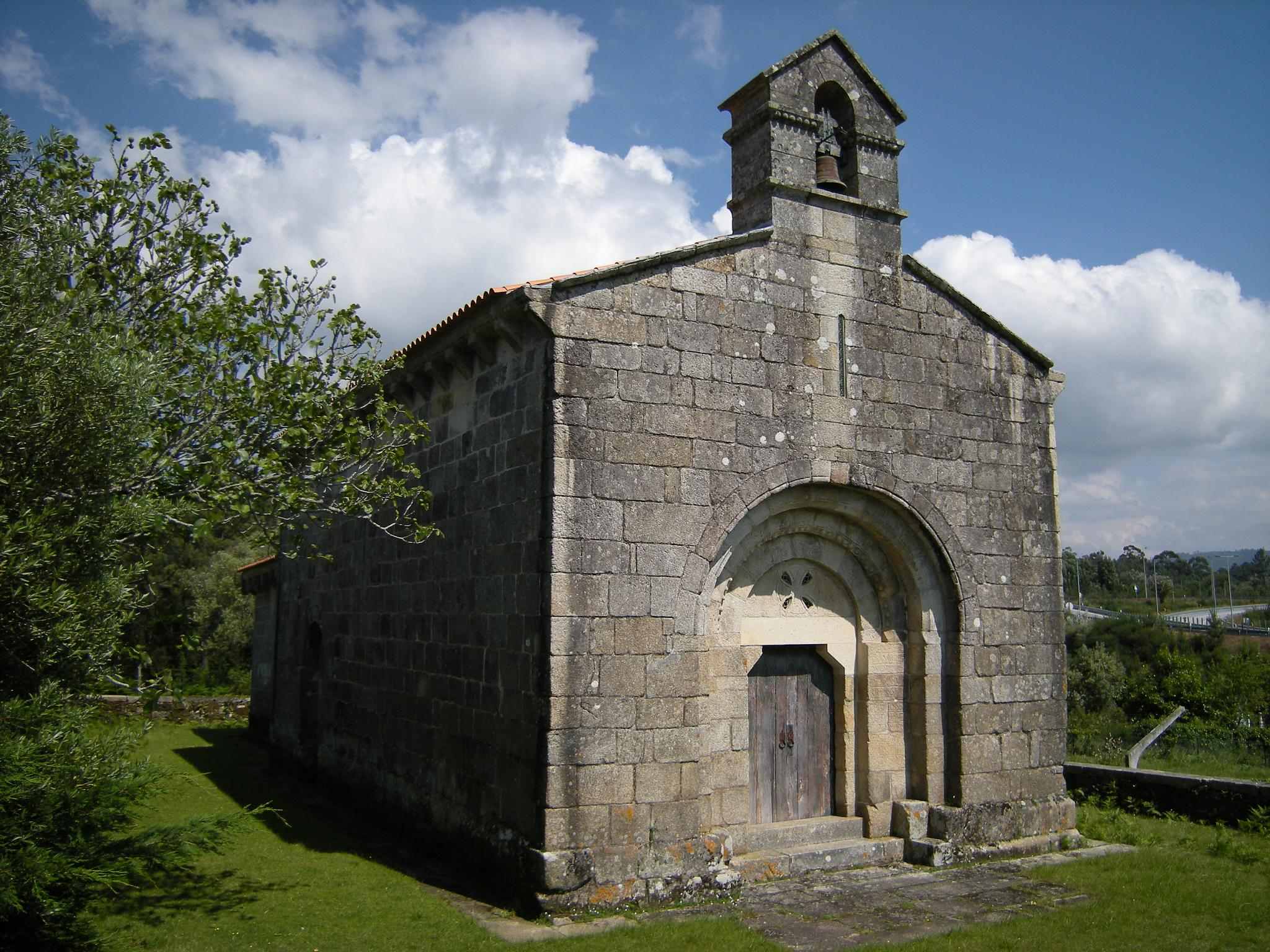
Igreja de São Cláudio de Nogueira

A  Igreja de São Cláudio, o que subsiste do antigo Mosteiro de São Cláudio, localiza-se na freguesia de Nogueira, Meixedo e Vilar de Murteda, município de Viana do Castelo, distrito de Viana do Castelo, em Portugal.
A  Igreja de São Cláudio está classificada como Monumento Nacional desde 1910.

## História
O Mosteiro de São Cláudio era masculino, e pertencia à Ordem de São Bento.